# Torpacarus remotus
Torpacarus remotus är en kvalsterart som beskrevs av Schatz 1994. Torpacarus remotus ingår i släktet Torpacarus och familjen Lohmanniidae. Inga underarter finns listade i Catalogue of Life.